# محتوى ينتجه المستخدم

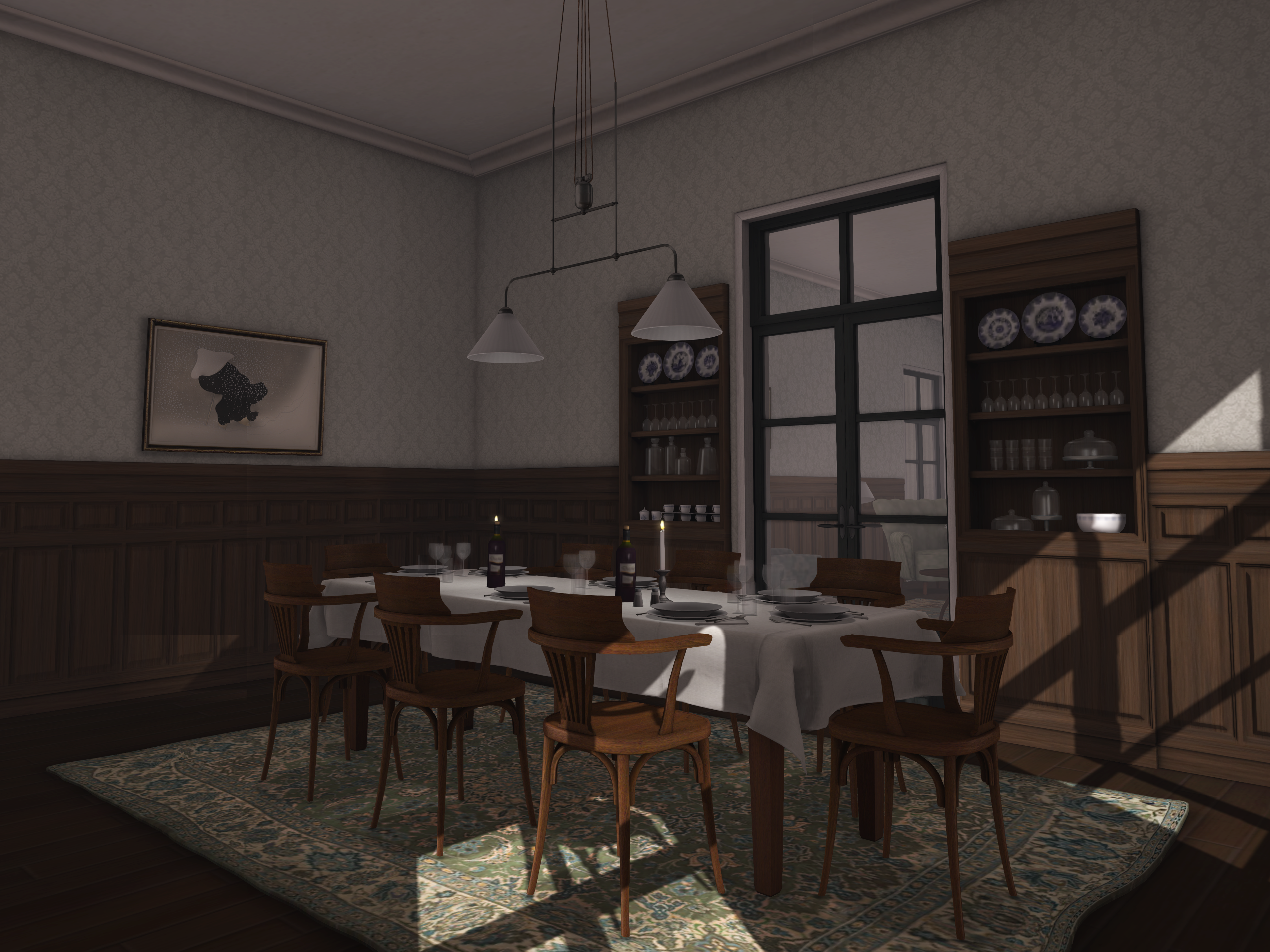

محتوى ينتجه المستخدم (بالإنجليزية: User Generated Content - UGC)‏ يُعرف على أنه أي شكل على صورة ويكي أو بلوج أو صور رقمية أو منتديات يقوم المستخدم بإنشائها وعادة ما يتم تداولها عبر مواقع التواصل الاجتماعي. هو أداه تستخدم عبر المواقع الإلكترونية في الترويج (Digital Promotion Tool)، يشارك فيه عموم الناس في عملية توريجية عبر نطاق واسع، وتظهر بوضوح عندما يقوم زبائن لمنتج بابتكار ونشر أفكار حول منتج ما عبر المواقع الإلكترونية وتكون مشاركتهم بشكل من أشكال المحتوى أو وسيلة مولدة عبر المواقع الإلكترونية والخدمات على سبيل المثال لا الحصر: محتوى إما بالنصوص أو الصور الفوتوغرافية أو مقاطع صوتيه أو مقاطع فيديو. وهي تعتبر حلقة جديدة في الوسائل الدعائية للمساهمة في عملية الإنتاج والترويج.

## خصائصها
1. الإسهام فيه من قبل مستخدمي المنتج.
2. صبغة إبداعية متجددة لعمل قد تم تنفيذه بالسابق.
3. يشاهد ويرسل عبر الوسائل الإلكترونية وكما يمكن تداوله من قبل الآخرين.

## أشكال ظهورها
- عبر وسائل التواصل الاجتماعي.
- عبر وسائل المواقع الإلكترونية.
- عندما يظهر أثر منتج بقوة على قرارات المستهلك.

## دوافع المساهمة فيها
- الشهرة والحظوة الاجتماعية للمساهم المتميز.
- كسب الجوائز إما النقدية أو العينية من خلال المسابقات.

## فوائدها
- قلة كلفة إنتاج وتتنفيذ الحملات الترويجية من خلالها.
- رفع مبيعات المنتج بسبب ثقة المستهلك فيه أكبر من ثقته بوسائل الترويج التقليدية.
- تبقي المسابقات متجددة دوماً.

## أمثلة عليها
- ويكيبيديا (ويكيبيديا) أكبر قاعدة بيانات في العالم مولدة من قبل مستخدميها.
- جو برو (Go Pro) مستخدمي كاميرات جو برو يقومون بإرسال صور ولقطات فيديو تم التقاطها بكاميرات جو برو يتم نشرها عبر موقع الشركة الإلكتروني ووسائل التواصل الاجتماعي ومع توظيفها في عملية الإنتاج الدعائي لحملاتهم الترويجية.
- إير بي إن بي (Airbnb) حيث يقوم المستخدمون برفع صور للأماكن التي زاروها وتقييمها وتقوم الشركة برفع هذه الصور والمنشورات على حسابات التواصل الخاصة بها.